# Saint-Benoît-de-Matapédia
Saint-Benoît-de-Matapédia est un village de l'est du Québec situé dans la vallée de la Matapédia. Il fait partie de la municipalité de Saint-Alexis-de-Matapédia dans la MRC d'Avignon.

### Source en ligne
- Commission de toponymie du Québec